# جون كيغان
السير جون ديزموند باتريك كيغان عسكري ومؤرخ ومحاضر، وكاتب وصحافي بريطاني عضو في الجمعية الملكية للأدب ورتبة الإمبراطورية البريطانية ولد عام (15 مايو 1934)-وتوفى (2 أغسطس 2012) وكان مؤلف العديد من الأعمال المنشورة على طبيعة القتال بين القرنين ال14 وال21 حول طرق القتال البرية والجوية والبحرية، وحرب الاستخبارات، فضلا عن علم النفس في المعركة.

## حياة ومهنة
ولد كيغان في كلابهام، لندن، في 15 أيار 1934، لعائلة من الكاثوليكية إيرلندية. خدم والده الخدمة الفعلية في الحرب العالمية الأولى.
في سن ال 13 كيغان اصيب بمرض السل العظام، والتي أثرت فيما بعد عليه، الآثار الشديدة للسل جعلت منه غير صالحة للخدمة العسكرية، ووفيت ولادته جعله ملزما للخدمة بعمر صغير جدا في الحرب العالمية الثانية، والحقائق التي ذكرها في مؤلفاته كما ملاحظة ساخرة على مهنته والمصالح. كما اوقف المرض تعليمه خلال سنوات مراهقته. ومع ذلك، شملت تعليمه فترة في كينجز كوليدج، تونتون، وسنتين في كلية ويمبلدون، مما أدى إلى دخول كلية باليول، جامعة أكسفورد، في عام 1953 وبعد تخرجه عمل في السفارة الأمريكية في لندن لمدة ثلاث سنوات.
في عام 1960 تم تعيينه في منصب المحاضر في التاريخ العسكري في أكاديمية ساندهيرست العسكرية الملكية، وإنشاء تدريبية لضباط من الجيش البريطاني لمدة 26 عاما، أصبح كبار المحاضرين في التاريخ العسكري خلال فترة ولايته. وخلال هذه الفترة شغل أيضا كأستاذ زائر في جامعة برنستون، وكان دلماس الأستاذ المتميز في التاريخ في كلية فاسار.
ترك الأكاديمية في عام 1986  انضم كيغان صحيفة ديلي تلغراف كمراسل الدفاع وبقي مع نشر كمحرر الدفاع حتى وفاته، والكتابة أيضا على موقع المحافظ الأمريكي، ناشيونال ريفيو أون لاين. في عام 1998 كتب هو وقدمت بي بي سي ريث محاضرات بعنوان الحرب في عالمنا.

## آراء حول النزاعات المعاصرة

### فيتنام
وعندما سئل عن حرب فيتنام، اجاب كيغان:... «أنا لن أعارض أبداً حرب فيتنام، الأميركيون يقومون بالعمل المناسب.أعتقد أنهم قاتلوا في الطريق الخطأ، لا اعتقد انها حرب مثل مكافحة هتلر، ولكنني أعتقد أنها كانت الحرب الصحيحة، العقاب الصحيحة».

### كوسوفو
كيغان يعتقد أن قصف الناتو لصربيا والأهداف الصربية في كوسوفو في عام 1999 أظهرت أن القوة الجوية وحدها يمكن أن تفوز الحروب.

### حرب العراق
مقال في صحيفة كريستيان ساينس مونيتور تسمى كيجان ل«مؤيد قوي» للحرب على العراق. نقلت المادة كيغان: «غير مريح باسم 'مشهد القوة العسكرية الفجة» وهو يخلص إلى أن حرب العراق تمثل «دليلا أفضل على ما يجب القيام به لضمان سلامة عالمنا من أي كمية من سن القوانين أو معاهدة الكتابة يمكن أن تقدم.» في كثير من الأحيان وبرر الحرب من خلال جعل المقارنات بينه وبين والحروب أكثر شعبية أخرى، مثل الحربين العالميتين والحروب النابليونية.

## نقد
وانتقد كيغان أيضا من قبل زملائه، بما في ذلك السير مايكل هوارد، وكريستوفر باسفوردوهو ضابط البروسي، ومؤلف كتاب فوم كريجى (على الحرب), وأحد نقد من النصوص الأساسية على الحرب والاستراتيجية العسكرية. وقد وصف كيغان بأن "أنه على خطأ"، وذكر باسفورد أن "لا شيء في أي من العمل كيغان صحيح - على الرغم من العديد من مساجلات حول كلاوزفيتز.
ريتشارد بيتس انتقد أيضاً فهم كيجان من الأبعاد السياسية للحرب وانتقد الكتابات كلاوزفيتز وكتب أن كيغان كان «ساذج سياسياً».
في أغسطس 2015، وحظرت الحكومة الروسية أعمال كيغان، متهمه إياه بالتعاطف مع النازية.

## الأوسمة
تم تعيين كيغان موظف من وسام الإمبراطورية البريطانية في 29 حزيران 1991، كمراسل حرب لصحيفة الديلي تلغراف، «تقديرا لخدمة ضمن عمليات في حرب الخليج». وفي اوسمة عام 2000 منح وسم «للخدمات في لتاريخ العسكري». .
اُختير للاتحاق بالجمعية الملكية للأدب (FRSL) في عام 1986, وفي عام 1993 حصل على جائزة كوبر داف.
في عام 1996 جمعية التاريخ العسكري منحته جائزة إليوت صموئيل موريسون. جائزة لجميع إنجازته ومجموعة من المساهماته في مجال التاريخ العسكري.
وقال انه حصل على دكتوراه فخرية في الآداب (DLitt) من جامعة باث في عام 2002.

## الأعمال المنشورة
وتشمل الكتب كيغان تغطية التقليدية معركة تلو معركة الصراع، تجربة الفرد، الأسباب التاريخية للأحداث العسكرية، والتغير التكنولوجي في الحرب، والاستراتيجية العسكرية، والتحديات التي تواجه القيادة. وقال انه كتب أساسا للقارئ غير المتخصص ومتعلم. صاحب تاريخ الحرب وتشمل الحرب الأولى والثانية العالميتين. فحص عمله الحروب على مر التاريخ، بما في ذلك ما قبل التاريخ البشري والعصر الكلاسيكي. لكن الغالبية العظمى من عمله يتركز على القرن ال14 فصاعدا إلى النزاعات الحديثة في القرنين ال20 وال21.

## مؤلفاته
- افن إس إس: الجنود الأسفلت (نيويورك: بالانتين، 1970) ISBN 0-345-32641-5
- بربروسا: غزو روسيا عام 1941 (نيويورك، 1971) ISBN 0-345-02111-8
- تحركات مفتوحة - أغسطس 1914 (نيويورك: بالانتين، 1971) ISBN 0-345-09798-X
- وجه المعركة (لندن، 1976) ISBN 0-670-30432-8
- من كان من في الحرب العالمية الثانية (1978) ISBN 0-85368-182-1
- طبيعة الحرب مع جوزيف داراسوت (نيويورك: هولت، رينيهارت وينستون،1981) ISBN 0-03-057777-2
- ستة الجيوش في نورماندي (1982) ISBN 0-14-005293-3
- مناطق الصراع: أطلس للمستقبل الحروب مع أندرو ويتكروفت (نيويورك، 1986) ISBN 0-671-60115-6
- جنود، تاريخ من الرجال في معركة مع ريتشارد هولمز (نيويورك: مطبعة الفايكنج، 1986) ISBN 0-670-80969-1
- قناع القيادة (لندن، 1987) ISBN 0-7126-6526-9
- السعر الأميرالية (1988) ISBN 0-09-173771-0
- ويتضح وجه معركة (نيويورك ولندن: فايكنغ، 1988) ISBN 0-670-82703-7
- الحرب العالمية الثانية (فايكنغ برس، 1989) ISBN 0-670-82359-7
- تاريخ من الحروب (لندن، 1993) ISBN 0-679-73082-6
- معركة التاريخ: إعادة القتال في الحرب العالمية الثانية (وينتاجي كندا، 1995) ISBN 0-679-76743-6
- مسارات الحرب (بيمليكو، 1996) ISBN 1-84413-750-3
- مجالات المعركة: الحروب لأمريكا الشمالية (1997) ISBN 0-679-74664-1
- الحرب وعالمنا: وريث محاضرات 1998 (لندن: بيمليكو، 1999) ISBN 0-375-70520-1
- كتاب حرب (تحرير) (فايكنغ برس، 1999) ISBN 0-670-88804-4
- الحرب العالمية الأولى (لندن: هاتشينسون، 1998) ISBN 0-09-180178-8
- التاريخ المصور للحرب العالمية الأولى (ألفريد A. كنوبف، 2001) ISBN 0-375-41259-X
- ونستون تشرشل (2002) ISBN 0-670-03079-1
- الاستخبارات في الحرب: معرفة العدو من نابليون إلى تنظيم القاعدة (2003) ISBN 0-375-40053-2
- الحرب العراق (2004) ISBN 0-09-180018-8
- أطلس الحرب العالمية الثانية (محرر) (لندن: كولينز، 2006) ISBN 0-00-721465-0
- الحرب الأهلية الأمريكية (لندن، هاتشينسون، 2009) ISBN 978-0-09-179483-5

## وفاته
مات كيغان في 2 أغسطس 2012، بأسباب طبيعية في منزله في بغرب انجلترا. وترك وراءه زوجته، وابنتين وولدين.

## وصلات خارجية
- جون كيغان على موقع IMDb (الإنجليزية)
- جون كيغان على موقع إن إن دي بي (الإنجليزية)

- Keegan مرات الظهور على سي-سبان
  - Booknotes interview with Keegan on A History of Warfare, 8 May 1994.
  - In Depth interview with Keegan, 2 November 2003